# Rhipidocladum bartlettii
Rhipidocladum bartlettii är en gräsart som först beskrevs av Mcclure, och fick sitt nu gällande namn av Mcclure. Rhipidocladum bartlettii ingår i släktet Rhipidocladum och familjen gräs. Inga underarter finns listade i Catalogue of Life.